# Клару-дус-Посойнс
Клару-дус-Посойнс (порт. Claro dos Poções) — муниципалитет в Бразилии, входит в штат Минас-Жерайс. Составная часть мезорегиона Север штата Минас-Жерайс. Входит в экономико-статистический микрорегион Монтис-Кларус. Население составляет 8120 человек на 2007 год. Занимает площадь 705,965 км². Плотность населения — 11,6 чел./км².
Праздник города — 3 марта.

## История
Город основан 31 декабря 1962 года.

## Статистика
- Валовой внутренний продукт на 2003 год составляет 24 497 743,00 реалов (данные: Бразильский институт географии и статистики).
- Валовой внутренний продукт на душу населения на 2003 год составляет 2996,67 реалов (данные: Бразильский институт географии и статистики).
- Индекс развития человеческого потенциала на 2000 год составляет 0,685 (данные: Программа развития ООН).